# Fuji News Network
FNN hay Fuji News Network (/ フジニュースネットワーク Fuji Nyūsu Nettowāku) là mạng truyền hình lớn thứ ba của Nhật Bản, được điều hành bởi Fuji Television Network (một phần của Fujisankei Communications Group), thành lập vào ngày 3 tháng 10 năm 1966. FNN có sáu kênh truyền hình: Fuji TV, Sendai Broadcasting, Tokai TV, Kansai TV, Hiroshima TV, Nihonkai TV, TNC. Ngoài ra, FNN còn có 28 đài chi nhánh địa phương và số lượng đài trực thuộc đứng thứ ba trong các mạng truyền hình lớn của Nhật Bản, chỉ đứng sau NNN (Nippon News Network) và JNN (Japan News Network).